# Diskordanztal
Das Diskordanztal ist ein Tal im ostantarktischen Viktorialand. In den Usarp Mountains liegt es nordöstlich des DeGoes-Kliffs in der Morozumi Range.
Wissenschaftler der deutschen Expedition GANOVEX I (1979–1980) nahmen seine Benennung vor. Namensgebend ist die in den umliegenden Gesteinsschichten auftretende Diskordanz.